# 北海道雄武高等学校
北海道雄武高等学校（ほっかいどうおうむこうとうがっこう、Hokkaido Ohmu High School）は、北海道紋別郡雄武町にある公立（道立）の高等学校。全日制普通科。

## 沿革
- 1948年 11月8日 - 北海道立紋別高等学校（のち紋別北高）雄武分校として設置が認可される。
- 1948年 11月20日 - 北海道立紋別高等学校雄武分校として正式に開校する。
- 1951年 3月8日 - 北海道雄武高等学校として独立する。
- 1967年 3月31日 - 道立に移管される。
- 2001年 10月21日 - 創立50周年記念式典を挙行する。

## 校訓
- 風に立て

## 出身者
- 北上アミ（シェキドル）